# Ṵ
Cette page contient des caractères spéciaux ou non latins. S’ils s’affichent mal (▯, ?, etc.), consultez la page d’aide Unicode.
Ṵ (minuscule : ṵ, appelé U tilde souscrit, est un graphème utilisé dans l'écriture du kim, du mbelime, du naténi, du zarma et du ǃxóõ. Il s'agit de la lettre U diacritée d'un tilde souscrit.

## Utilisation
En zarma, le U tilde souscrit ‹ Ṵ › représente un U nasalisé.
Dans l’alphabet phonétique international, le tilde souscrit indique une laryngalisation, /ṵ/ est donc la notation pour un /u/ laryngalisé.

## Représentations informatiques
Le U tilde souscrit peut être représenté avec les caractères Unicode suivants :
- précomposé (latin étendu additionnel) :

| formes    | représentations | chaînes de caractères | points de code | descriptions                             |
| --------- | --------------- | --------------------- | -------------- | ---------------------------------------- |
| capitale  | Ṵ               | Ṵ                     | U+1E74         | lettre majuscule latine u tilde souscrit |
| minuscule | ṵ               | ṵ                     | U+1E75         | lettre minuscule latine u tilde souscrit |

- décomposé (latin de base, diacritiques) :

| formes    | représentations | chaînes de caractères | points de code | descriptions                                         |
| --------- | --------------- | --------------------- | -------------- | ---------------------------------------------------- |
| capitale  | Ṵ               | U◌̰                    | U+0055 U+0330  | lettre majuscule latine u diacritique tilde souscrit |
| minuscule | ṵ               | u◌̰                    | U+0075 U+0330  | lettre minuscule latine u diacritique tilde souscrit |